# التجمع للحفاظ على التراث اللبناني
جمعية التجمع للحفاظ على التراث اللبناني (Association for the Protection of the Lebanese Heritage) أو APLH عبارة عن منظمة غير حكومية تعني بالتراث الثقافي اللبناني، يقع مقرها في ذوق مصبح، قضاء كسروان، محافظة جبل لبنان، لبنان.

## تأسيسها
شكلّ مجموعة نشطاء الجمعية في الأصل على الفيسبوك في مارس 2010، قبل تسجيلها رسمياً لدى وزارة الداخلية والبلديات في 13 يوليو 2010 برقم تصريح 1764. تهدف الجمعية إلى الحفاظ على التراث التاريخي والثقافي والحضري وتنميته داخل لبنان (بما في ذلك الأماكن العامة)، التي تعرضت لتهديد متزايد بالتدمير نتيجة التوسع الحضري المتفشي، حيث ينظر إليها جميعاً على أنها مرتبطة تماماً بحماية المجتمع اللبناني عبر الحفاظ على تاريخه وهويته.

## أنشطتها
كان من بدايات أنشطة الجمعية، تنظيمها لمسيرة بالشموع دعت فيها الزملاء الناشطين من جمعية أنقذوا تراث بيروت (Save Beirut Heritage) للانضمام إلى الحدث الذي أقيم في الجميزة في سبتمبر 2010 للاحتجاج وتسليط الضوء على جميع المواقع التي دُمرت فيها المباني التراثية. تبعت هذه المسيرة عدة مبادرات شملت التماسات ومناسبات توعية مختلفة والمشاركة في المؤتمرات. وفي عام 2011، نظمت الجمعية في بيروت حملة إعلانية في بيروت بمساعدة من شركة بيكاسو للإعلان وفندق (L'Hôte Libanais) والسيد فريد شهاب، مؤسس الوكالة الإعلانية (H&C Leo Burnett).
وخلال انطلاق الحملة في بيروت، مَثلت رئيسة الجمعية باسكال إنجيا لبنان في منتدى دولي أقيم في رافيلو بإيطاليا تحت عنوان «التحولات الحضرية والنظم البيئية الخلاقة والتماسك الاجتماعي والسياسات الثقافية الأوروبية بين الأزمة والتنمية». كما أطلقت الجمعية فكرة يوم الخدمة المجتمعية، لتشجيع المواطنين على أن يكونوا ذوي مسؤولية أكبر عن البيئة. حيث نظمت يوم نظافة على جسر المعاملتين الروماني الذي غطته المؤسسة اللبنانية للإرسال في برنامجها «حلوة بيروت». ومنذ عام 2012، ركزت الجمعية معظم جهودها على التظاهرات الشعبية، البحث العلمي، الدراسات الفنية، الشكاوى القانونية والدعاوى القضائية للاحتجاج بالإضافة إلى حماية المواقع الأثرية مثل مضمار سباق الخيل والمسرح الروماني في بيروت وموقع (BEY194)؛ موقع زحول (مزالق) للسفن الفينيقية، المعروف باسم مرفأ بيروت الفينيقي كما يُزعم والمدينة الكنعانية التي ترجع إلى العصر البرونزي المبكر (c.3200-2400 قبل الميلاد) في تل فادوس - كفردبيان/البترون - شمال لبنان، كذلك المباني العريقة مثل «فيلا مدوَّر» المعروفة باسم «بيت أمين معلوف» ومواجهة المشاريع المدنية الغير ملائمة مثل «طريق فؤاد بطرس السريع»، بهدف حماية المناطق الخضراء مثل «الحديقة اليسوعية العامة» والمناطق البحرية العامة مثل «دالية الروشة» و «الرملة البيضا».
تُعد باسكال إنجيا المديرة الحالية للجمعية بينما تتولى نادين معتوق حداد منصب النائب الحالي لها ويتولى جوزيف حداد منصب السكرتير الحالي في حين تتولى ميريل حداد منصب المحاسبة الحالية. وبالإضافة إلى إنجيا وحداد، كان جاد مهنا، ضابط الموقع الذي يعمل كممثل رسمي للجمعية، عضواً مؤسساً أيضاً مع رجا نجيم.
وفي مقابلة أجرتها مع صحيفة ديلي ستار (لبنان)، شددت إنجيا على الطبيعة اللا حزبية للجمعية، قائلة «يتمتع المتعهدون بسلطة كبيرة» و«هناك الكثير من التدخلات السياسية». وتحدثت عن التحديات التي تواجه حماية مواقع التراث اللبناني وأضافت: «يجب أن تؤدي الثقافة إلى تطوير المدينة: في أي بلد آخر من العالم، من غير المقبول حتى تشويه الآثار. ومن المهم أن نعرف نحن اللبنانيين أن لدينا أصوات وأن ندرك أننا لا نستطيع أن نسمح لتاريخنا وهويتنا أن تطمس بهذه الطريقة.»
في 2 أكتوبر 2015، أصدرت الجمعية أول كتاب إعلامي يشرح تاريخ قصر شهاب. حيث يمثل القصر الذي تحول لمبنى السفارة الإسبانية في أواخر الخمسينيات في بيروت، جزءاً هاماً من التراث اللبناني. صدر الكتاب الإعلامي، الذي يحمل عنوان «قصر شهاب» Palais Chehab بمساعدة السفارة الإسبانية في بيروت ونشرته الجمعية عبر دار نشر فرعها التحريري، سجلات لبنان (Chroniques Du Liban).
ولأجل مواجهة التدمير الممنهج للتراث اللبناني والمماطلة المتعمدة في قانون حماية التراث في البرلمان اللبناني، ابتكرت الجمعية موقع APLH Heritage Crowdmap: خريطة موقع مجاني على الإنترنت للأراضي اللبنانية مرتبطة بجوجل إيرث، تمكن أي مواطن من تسجيل مواقع التراث اللبناني غير الموثقة في منطقته وكذلك تنبه الجمعية بعمليات الهدم غير القانونية. يجرى بعدها الإشراف على جميع الإدخالات والموافقة عليها من قِبل الجمعية قبل نشرها على الإنترنت. يعد موقع (APLH Heritage Crowdmap) ابتكاراً فريدأ على مستوى لبنان والشرق الأوسط، بحيث يسمح بحماية الذاكرة اللبنانية (كعلم الآثار والمباني التاريخية) في أعقاب الفساد المتعمد وانعدام الإرادة السياسية التي تهدد الهوية الثقافية والتاريخية اللبنانية.

## وصلات خارجية
- APLH Heritage Crowdmap
- Association for the Protection of the Lebanese Heritage
- Protect Lebanese Heritage Blog
- Association for the Protection of the Lebanese Heritage - Five language site
- Save Beirut Heritage - Annahar TV on YouTube
- Save Beirut Heritage - Annahar TV on YouTube
- APLH - Heritage Awareness Campaign Video - YouTube (Photography by Pascale Ingea, Layout by Josef Haddad
- NGO petitions to protect Phoenician wall - Archaeology News Network
- The Association of Lebanese Heritage - ARCHILEB - The Lebanese Architecture Portal
- SBS Dateline - Saving Beirut
- Ravello Lab - “Urban Transformations, Creative Ecosystems and Social Cohesion, European Cultural Policies between Crisis and Development”